# 線形化 (第一原理バンド計算)
第一原理バンド計算において線形化（せんけいか）とは、固有値問題を解くための手法の一つである。
全電子を扱うバンド計算手法であるAPW法において、その解くべき行列要素に求めるべきエネルギー固有値が含まれている問題を解決するために、線形化が行われた。
線形化は、基底関数に対して行われる。1 Ry程度の狭いエネルギー領域では基底関数が含む解くべきエネルギー固有値を排除した形（線形な表式）にすることが出来る。但し、この線形化に伴いゴーストバンドの問題が生ずる場合がある。